# Montagne de Cordœil
La montagne de Cordœil, ou « Cordeil » sur les cartes IGN (avant 2020), ou encore « Cordeuil », est une montagne du massif des Trois-Évêchés située dans le département français des Alpes-de-Haute-Provence.

## Géographie
De forme triangulaire (base au nord), elle est bordée par la vallée du Haut Verdon à l'est, par son affluent l'Issole à l'ouest et par son sous-affluent le Riou au nord.
La montagne est composée de deux pics principaux :
- le Grand Cordœil ou Tête de Cordœil[2], 2 115 m, au nord-est ;
- le Petit Cordœil, 1 780 m, sur la même crête, au nord-ouest (commune de Thorame-Basse).

Le point culminant, le Grand Cordœil, se situe à la limite de trois communes : Thorame-Haute, Thorame-Basse et la Mure-Argens.

## Activités
Il existe une aire de départ de vol libre sur le Petit Cordœil.
La montagne donne son nom à une bière artisanale bio élaborée à Thorame-Basse.